# 칼판 이브라힘
칼판 이브라힘 칼판 알칼판(1988년 2월 18일 ~ , 아랍어: خلفان إبراهيم خلفان)은 카타르의 전 축구 선수로, 포지션은 윙어이다.
2006년 아시아 축구 연맹이 선정한 아시아 올해의 축구 선수로 선정되었으며 2011년 AFC 아시안컵에서 카타르 대표로 출전했다.